# IEC 60068
IEC 60068 és una normativa internacional (creada per l'IEC) que conté un conjunt d'assaigs ambientals adreçada a dispositius i equipaments electrònics, elèctrics i electromecànics. La darrera versió de la norma es pot esbrinar aquí.

## Parts de la norma
La norma IEC 60068 conté tres seccions:
- IEC 60068-1 : guia general
- IEC 60068-2 : assajos[3]
- IEC 60068-3 : guia i documentació de suport

## IEC 60068-2
| Subpart        | Descripció                                 |
| -------------- | ------------------------------------------ |
| IEC 60068-2-1  | Assaig de fred                             |
| IEC 60068-2-2  | Assaig de calor seca                       |
| IEC 60068-2-5  | Assaig de radiació solar                   |
| IEC 60068-2-6  | Assaig de vibració (sinussoidal)           |
| IEC 60068-2-7  | Assaig d'acceleració                       |
| IEC 60068-2-10 | Assaig de creixements de fongs             |
| IEC 60068-2-11 | Assaig de boira salina                     |
| IEC 60068-2-13 | Assaig d'aire a baixa pressió              |
| IEC 60068-2-14 | Assaig de xoc climàtic                     |
| IEC 60068-2-17 | Assaig de sellat                           |
| IEC 60068-2-18 | Assaig d'aigua                             |
| IEC 60068-2-27 | Assaig de xocs                             |
| IEC 60068-2-30 | Assaig cíclic de calor humida              |
| IEC 60068-2-31 | Assaig de xoc brusc                        |
| IEC 60068-2-38 | Assaig cíclic te temperatura/humitat       |
| IEC 60068-2-40 | Assaig d'aire fred a baixa pressió         |
| IEC 60068-2-41 | Assaig d'aire calent a baixa pressió       |
| IEC 60068-2-45 | Assaig d'immersió a dissolvents de neteja  |
| IEC 60068-2-55 | Assaig de caiguda en transport             |
| IEC 60068-2-64 | Assaig de vibració de banda ampla aleatori |
| IEC 60068-2-67 | Assaig d'acceleració amb calor humida      |
| IEC 60068-2-68 | Assaig de sorra i pols                     |
| IEC 60068-2-74 | Assaig de contaminació de fluids           |
| IEC 60068-2-75 | Assaig mecànic de martell                  |
| IEC 60068-2-78 | Assaig de calor humida                     |
| IEC 60068-2-80 | Assaig de vibració en mode mixt            |
| IEC 60068-2-81 | Assaig de xoc                              |